# Wheatland (Iowa)
Wheatland és una població dels Estats Units a l'estat d'Iowa. Segons el cens del 2000 tenia 772 habitants.

## Demografia
Segons el cens del 2000, Wheatland tenia 772 habitants, 300 habitatges, i 207 famílies. La densitat de població era de 532,3 habitants/km².
Dels 300 habitatges en un 31,3% hi vivien nens de menys de 18 anys, en un 54,3% hi vivien parelles casades, en un 12,3% dones solteres, i en un 31% no eren unitats familiars. En el 28,3% dels habitatges hi vivien persones soles el 18% de les quals corresponia a persones de 65 anys o més que vivien soles. El nombre mitjà de persones vivint en cada habitatge era de 2,42 i el nombre mitjà de persones que vivien en cada família era de 2,99.
Per edats la població es repartia de la següent manera: un 27,2% tenia menys de 18 anys, un 6,2% entre 18 i 24, un 23,2% entre 25 i 44, un 20,6% de 45 a 60 i un 22,8% 65 anys o més.
L'edat mediana era de 39 anys. Per cada 100 dones de 18 o més anys hi havia 75,1 homes.
La renda mediana per habitatge era de 30.875 $ i la renda mediana per família de 36.528 $. Els homes tenien una renda mediana de 32.292 $ mentre que les dones 20.972 $. La renda per capita de la població era de 13.824 $. Entorn del 8,7% de les famílies i el 13,8% de la població estaven per davall del llindar de pobresa.

## Poblacions més properes
El següent diagrama mostra les poblacions més properes.